# Paedophryne dekot
A Paedophryne dekot a kétéltűek (Amphibia) osztályába, a békák (Anura) rendjébe, a szűkszájúbéka-félék (Microhylidae) családjába és a Paedophryne nembe tartozó faj. Tudományos nevében a dekot szó a helyi daga nyelven „nagyon kicsit” jelent.

## Előfordulása
Pápua Új-Guinea endemikus faja, Milne-öböl tartományban, a Dayman hegy nyugati lejtőjén 900 méteres magasságban találtak eddig csak példányait.

## Felfedezése
2011 decemberében dr. Fred Kraus a hawaii Bishop Múzeum kutatója bejelentette, munkatársaival felfedezte a világ legkisebb békáit. Az elsőként felfedezett faj a Paedophryne dekot, a második a Paedophryne verrucosa nevet kapta. A tudósok a ZooKeys című folyóiratban írták le őket.
Ezek az aprócska kétéltűek másféle rekordot is tartanak, ezek voltak a világ legkisebb békái a legrövidebb ideig. Kevesebb mint egy hónappal Kraus bejelentése után, Eric Rittmeyer és Christopher Austin a louisianai egyetemről találtak egy még kisebb békát, melynek mérete 7 mm és 8 mm között volt. Az új faj a Paedophryne amauensis nevet kapta és közeli rokona a Kraus által felfedezett két békának.
A legtöbb békanemben találhatóak apróbb termetű fajok, a Paedophryne nem viszont egyedülálló abban, hogy ennek minden tagja kicsi és az eddigi kutatások szerint mindegyikük Pápua Új-Guineán él, valamint a négylábú gerincesek (Tetrapoda) között is a legparányibbak.
Kraus szerint nagy a valószínűsége annak, hogy nem fognak kisebb békákat felfedezni ennek a nemnek a tagjainál, mert ez a méret a békák testméretének legalsó határa.
Azért voltak ilyen sokáig ismeretlenek, mert ezen a vidéken nem folytak felfedező kutatások, apró termetük miatt nagyon nehéz észrevenni őket, a hangjuk sem hasonlít a megszokott békahangra, a helyiek rovaroknak hitték őket, legfőképpen szöcskéknek, mert testméretükhöz képest nagyon messze tudnak ugrani.
A Paedophryne dekotot két nőstény példányról írta le Kraus, melyek 8,1 mm és 9,3 mm nagyságúak voltak. 900 méter magasságban találták őket.
Hím példányt viszont nem sikerült találniuk.

## Megjelenése
A felnőtt példányok 8-9 milliméter hosszúságúak,
színük barna, barnásvörös.
A lábuk és koponyájuk egyszerűsödött és kevesebb bennük a csont. A gerincük egy részét elveszítették, mellső lábukon ujjaik rövidebbek és nem négy, hanem csak három található.
Míg a többi békának felnőtt korukra megszilárdulnak a csontjaik, ennek a békának felnőttként is maradnak olyan csontjai, amik nem szilárdulnak meg.

## Életmódja
Méretéhez képest testfelülete nagy, melyről nagyon gyorsan párologtatja a vizet, ezért élőhelye kizárólag a trópusi esőerdők nedves aljnövényzetére korlátozódik, ami kiváló búvóhely a számára. Táplálékát is innen szerzi, a kutatók úgy gondolják apró ízeltlábúakat, feltehetőleg atkákat fogyaszt.
Nagy távolságok megtételére képtelen, fára mászni is csak korlátozottan tud apró végtagjaival.
A legtöbb békával ellentétben szaporodása vízhez nem kötött, ebihal fázis nincs, elevenszülő. Mindkét talált nőstény testében mindössze két pete volt, melyek viszont feltűnően nagyok voltak. Ezt a minimális egyedszámot a ragadozók miatt valószínűleg az ebihal fázis nem élné túl.
Az apró béka ellenségei nem ismertek, a kutatók pókokra és ízeltlábúakra gondolnak, melyekből az esőerdőkben igen sokféle található.